# Список астероїдів (39601—39700)
| Назва                              | Тимчасове позначення | Дата відкриття    | Місце відкриття                    | Відкривач                          |
| ---------------------------------- | -------------------- | ----------------- | ---------------------------------- | ---------------------------------- |
| (39601) 1993 TG18                  | 1993 TG18            | 9 жовтня 1993     | Обсерваторія Ла-Сілья              | Ерік Вальтер Ельст                 |
| (39602) 1993 TH20                  | 1993 TH20            | 9 жовтня 1993     | Обсерваторія Ла-Сілья              | Ерік Вальтер Ельст                 |
| (39603) 1993 TU20                  | 1993 TU20            | 9 жовтня 1993     | Обсерваторія Ла-Сілья              | Ерік Вальтер Ельст                 |
| (39604) 1993 TM23                  | 1993 TM23            | 9 жовтня 1993     | Обсерваторія Ла-Сілья              | Ерік Вальтер Ельст                 |
| (39605) 1993 TX23                  | 1993 TX23            | 9 жовтня 1993     | Обсерваторія Ла-Сілья              | Ерік Вальтер Ельст                 |
| (39606) 1993 TL24                  | 1993 TL24            | 9 жовтня 1993     | Обсерваторія Ла-Сілья              | Ерік Вальтер Ельст                 |
| (39607) 1993 TF30                  | 1993 TF30            | 9 жовтня 1993     | Обсерваторія Ла-Сілья              | Ерік Вальтер Ельст                 |
| (39608) 1993 TQ32                  | 1993 TQ32            | 9 жовтня 1993     | Обсерваторія Ла-Сілья              | Ерік Вальтер Ельст                 |
| (39609) 1993 TN34                  | 1993 TN34            | 9 жовтня 1993     | Обсерваторія Ла-Сілья              | Ерік Вальтер Ельст                 |
| (39610) 1993 TD38                  | 1993 TD38            | 9 жовтня 1993     | Обсерваторія Ла-Сілья              | Ерік Вальтер Ельст                 |
| (39611) 1993 UO8                   | 1993 UO8             | 20 жовтня 1993    | Обсерваторія Ла-Сілья              | Ерік Вальтер Ельст                 |
| (39612) 1993 XE1                   | 1993 XE1             | 5 грудня 1993     | Нюкаса                             | Масанорі Хірасава, Шохеї Судзукі   |
| (39613) 1993 XF1                   | 1993 XF1             | 14 грудня 1993    | Обсерваторія Оїдзумі               | Такао Кобаяші                      |
| (39614) 1993 YK                    | 1993 YK              | 17 грудня 1993    | Обсерваторія Оїдзумі               | Такао Кобаяші                      |
| (39615) 1994 AU                    | 1994 AU              | 4 січня 1994      | Обсерваторія Оїдзумі               | Такао Кобаяші                      |
| (39616) 1994 AA4                   | 1994 AA4             | 4 січня 1994      | Обсерваторія Кітт-Пік              | Spacewatch                         |
| (39617) 1994 CZ11                  | 1994 CZ11            | 7 лютого 1994     | Обсерваторія Ла-Сілья              | Ерік Вальтер Ельст                 |
| (39618) 1994 LT                    | 1994 LT              | 12 червня 1994    | Обсерваторія Сайдинг-Спрінг        | Роберт Макнот                      |
| (39619) 1994 LC3                   | 1994 LC3             | 10 червня 1994    | Паломарська обсерваторія           | Е. Гелін                           |
| (39620) 1994 PE2                   | 1994 PE2             | 9 серпня 1994     | Паломарська обсерваторія           | PCAS                               |
| (39621) 1994 PU4                   | 1994 PU4             | 10 серпня 1994    | Обсерваторія Ла-Сілья              | Ерік Вальтер Ельст                 |
| (39622) 1994 PJ5                   | 1994 PJ5             | 10 серпня 1994    | Обсерваторія Ла-Сілья              | Ерік Вальтер Ельст                 |
| (39623) 1994 PJ7                   | 1994 PJ7             | 10 серпня 1994    | Обсерваторія Ла-Сілья              | Ерік Вальтер Ельст                 |
| (39624) 1994 PT8                   | 1994 PT8             | 10 серпня 1994    | Обсерваторія Ла-Сілья              | Ерік Вальтер Ельст                 |
| (39625) 1994 PV9                   | 1994 PV9             | 10 серпня 1994    | Обсерваторія Ла-Сілья              | Ерік Вальтер Ельст                 |
| (39626) 1994 PV18                  | 1994 PV18            | 12 серпня 1994    | Обсерваторія Ла-Сілья              | Ерік Вальтер Ельст                 |
| (39627) 1994 PX21                  | 1994 PX21            | 12 серпня 1994    | Обсерваторія Ла-Сілья              | Ерік Вальтер Ельст                 |
| (39628) 1994 PJ24                  | 1994 PJ24            | 12 серпня 1994    | Обсерваторія Ла-Сілья              | Ерік Вальтер Ельст                 |
| (39629) 1994 PG26                  | 1994 PG26            | 12 серпня 1994    | Обсерваторія Ла-Сілья              | Ерік Вальтер Ельст                 |
| (39630) 1994 PQ39                  | 1994 PQ39            | 10 серпня 1994    | Обсерваторія Ла-Сілья              | Ерік Вальтер Ельст                 |
| (39631) 1994 SZ9                   | 1994 SZ9             | 28 вересня 1994   | Обсерваторія Кітт-Пік              | Spacewatch                         |
| (39632) 1994 UL                    | 1994 UL              | 31 жовтня 1994    | Обсерваторія Оїдзумі               | Такао Кобаяші                      |
| (39633) 1994 WO                    | 1994 WO              | 25 листопада 1994 | Обсерваторія Оїдзумі               | Такао Кобаяші                      |
| (39634) 1994 WM2                   | 1994 WM2             | 28 листопада 1994 | Обсерваторія Кушіро                | Сейджі Уеда, Хіроші Канеда         |
| 39635 Кусатао (Kusatao)            | 1994 YL              | 27 грудня 1994    | Обсерваторія Кума Коґен            | Акімаса Накамура                   |
| (39636) 1995 BQ2                   | 1995 BQ2             | 29 січня 1995     | Обсерваторія Сайдинг-Спрінг        | Роберт Макнот                      |
| (39637) 1995 EG                    | 1995 EG              | 1 березня 1995    | Обсерваторія Одзіма                | Тсунео Ніїдзіма, Такеші Урата      |
| (39638) 1995 EB5                   | 1995 EB5             | 2 березня 1995    | Обсерваторія Кітт-Пік              | Spacewatch                         |
| (39639) 1995 FN6                   | 1995 FN6             | 23 березня 1995   | Обсерваторія Кітт-Пік              | Spacewatch                         |
| (39640) 1995 GB7                   | 1995 GB7             | 4 квітня 1995     | Станція Сінлун                     | SCAP                               |
| (39641) 1995 KM1                   | 1995 KM1             | 29 травня 1995    | Обсерваторія Санта-Лючія Стронконе | Антоніо Ваньоцці                   |
| (39642) 1995 KO1                   | 1995 KO1             | 26 травня 1995    | Огляд Каталіна                     | Карл Гердженротер                  |
| (39643) 1995 KK4                   | 1995 KK4             | 26 травня 1995    | Обсерваторія Кітт-Пік              | Spacewatch                         |
| (39644) 1995 OE7                   | 1995 OE7             | 24 липня 1995     | Обсерваторія Кітт-Пік              | Spacewatch                         |
| 39645 Davelharris                  | 1995 QC10            | 31 серпня 1995    | Сокорро (Нью-Мексико)              | Роберт Вебер                       |
| (39646) 1995 SK4                   | 1995 SK4             | 26 вересня 1995   | Огляд Каталіна                     | Тімоті Спар                        |
| (39647) 1995 SV6                   | 1995 SV6             | 17 вересня 1995   | Обсерваторія Кітт-Пік              | Spacewatch                         |
| (39648) 1995 SY14                  | 1995 SY14            | 18 вересня 1995   | Обсерваторія Кітт-Пік              | Spacewatch                         |
| (39649) 1995 SM15                  | 1995 SM15            | 18 вересня 1995   | Обсерваторія Кітт-Пік              | Spacewatch                         |
| (39650) 1995 SD44                  | 1995 SD44            | 25 вересня 1995   | Обсерваторія Кітт-Пік              | Spacewatch                         |
| (39651) 1995 SU73                  | 1995 SU73            | 29 вересня 1995   | Обсерваторія Кітт-Пік              | Spacewatch                         |
| (39652) 1995 TY4                   | 1995 TY4             | 15 жовтня 1995    | Обсерваторія Кітт-Пік              | Spacewatch                         |
| (39653) 1995 UC                    | 1995 UC              | 17 жовтня 1995    | Сормано                            | Пієро Сіколі, П. Ґецці             |
| (39654) 1995 UP                    | 1995 UP              | 19 жовтня 1995    | Сормано                            | В. Джуліані, А. Теста              |
| 39655 Muneharuasada                | 1995 UM3             | 17 жовтня 1995    | Обсерваторія Наніо                 | Томімару Окуні                     |
| (39656) 1995 US11                  | 1995 US11            | 17 жовтня 1995    | Обсерваторія Кітт-Пік              | Spacewatch                         |
| (39657) 1995 UX22                  | 1995 UX22            | 19 жовтня 1995    | Обсерваторія Кітт-Пік              | Spacewatch                         |
| (39658) 1995 UF24                  | 1995 UF24            | 19 жовтня 1995    | Обсерваторія Кітт-Пік              | Spacewatch                         |
| (39659) 1995 UO44                  | 1995 UO44            | 26 жовтня 1995    | Нюкаса                             | Масанорі Хірасава, Шохеї Судзукі   |
| (39660) 1995 UU46                  | 1995 UU46            | 20 жовтня 1995    | Коссоль                            | Ерік Вальтер Ельст                 |
| (39661) 1995 UT62                  | 1995 UT62            | 25 жовтня 1995    | Обсерваторія Кітт-Пік              | Spacewatch                         |
| (39662) 1995 VR3                   | 1995 VR3             | 14 листопада 1995 | Обсерваторія Кітт-Пік              | Spacewatch                         |
| (39663) 1995 WM1                   | 1995 WM1             | 16 листопада 1995 | Чорч Стреттон                      | Стівен Лорі                        |
| (39664) 1995 WW4                   | 1995 WW4             | 20 листопада 1995 | Обсерваторія Одзіма                | Тсунео Ніїдзіма, Такеші Урата      |
| (39665) 1995 WU6                   | 1995 WU6             | 16 листопада 1995 | Обсерваторія Кушіро                | Сейджі Уеда, Хіроші Канеда         |
| (39666) 1995 WL33                  | 1995 WL33            | 20 листопада 1995 | Обсерваторія Кітт-Пік              | Spacewatch                         |
| (39667) 1995 YU2                   | 1995 YU2             | 22 грудня 1995    | Обсерваторія Ніхондайра            | Такеші Урата                       |
| (39668) 1995 YR5                   | 1995 YR5             | 16 грудня 1995    | Обсерваторія Кітт-Пік              | Spacewatch                         |
| (39669) 1995 YN11                  | 1995 YN11            | 18 грудня 1995    | Обсерваторія Кітт-Пік              | Spacewatch                         |
| (39670) 1995 YL25                  | 1995 YL25            | 22 грудня 1995    | Обсерваторія Кітт-Пік              | Spacewatch                         |
| (39671) 1996 AG                    | 1996 AG              | 7 січня 1996      | Обсерваторія Галеакала             | AMOS                               |
| (39672) 1996 BF1                   | 1996 BF1             | 22 січня 1996     | Обсерваторія Клаудкрофт            | Воррен Оффутт                      |
| (39673) 1996 BN3                   | 1996 BN3             | 27 січня 1996     | Обсерваторія Оїдзумі               | Такао Кобаяші                      |
| (39674) 1996 BA5                   | 1996 BA5             | 16 січня 1996     | Обсерваторія Кітт-Пік              | Spacewatch                         |
| (39675) 1996 BL15                  | 1996 BL15            | 19 січня 1996     | Обсерваторія Кітт-Пік              | Spacewatch                         |
| (39676) 1996 DQ1                   | 1996 DQ1             | 20 лютого 1996    | Чорч Стреттон                      | Стівен Лорі                        |
| 39677 Анаґарібальді (Anagaribaldi) | 1996 EG              | 13 березня 1996   | Обсерваторія Санта-Лючія Стронконе | Обсерваторія Санта-Лючія Стронконе |
| 39678 Амманніто (Ammannito)        | 1996 LQ1             | 12 червня 1996    | Обсерваторія Пістоїєзе             | Андреа Боаттіні, Лучано Тезі       |
| 39679 Nukuhiyama                   | 1996 OD3             | 19 липня 1996     | Обсерваторія Наніо                 | Томімару Окуні                     |
| (39680) 1996 PK2                   | 1996 PK2             | 9 серпня 1996     | Обсерваторія Галеакала             | NEAT                               |
| (39681) 1996 PE3                   | 1996 PE3             | 15 серпня 1996    | Обсерваторія Галеакала             | NEAT                               |
| (39682) 1996 PZ5                   | 1996 PZ5             | 10 серпня 1996    | Обсерваторія Галеакала             | NEAT                               |
| (39683) 1996 PO6                   | 1996 PO6             | 12 серпня 1996    | Обсерваторія Галеакала             | NEAT                               |
| (39684) 1996 PD8                   | 1996 PD8             | 8 серпня 1996     | Обсерваторія Ла-Сілья              | Ерік Вальтер Ельст                 |
| (39685) 1996 PO8                   | 1996 PO8             | 8 серпня 1996     | Обсерваторія Ла-Сілья              | Ерік Вальтер Ельст                 |
| 39686 Takeshihara                  | 1996 PT9             | 9 серпня 1996     | Обсерваторія Наніо                 | Томімару Окуні                     |
| (39687) 1996 RL3                   | 1996 RL3             | 15 вересня 1996   | Прескоттська обсерваторія          | Пол Комба                          |
| (39688) 1996 RG5                   | 1996 RG5             | 3 вересня 1996    | Обсерваторія Наті-Кацуура          | Х. Шіодзава, Такеші Урата          |
| (39689) 1996 RK11                  | 1996 RK11            | 8 вересня 1996    | Обсерваторія Кітт-Пік              | Spacewatch                         |
| (39690) 1996 RJ26                  | 1996 RJ26            | 14 вересня 1996   | Обсерваторія Галеакала             | NEAT                               |
| (39691) 1996 RR31                  | 1996 RR31            | 13 вересня 1996   | Обсерваторія Ла-Сілья              | Упсала-DLR трояновий огляд         |
| (39692) 1996 RB32                  | 1996 RB32            | 14 вересня 1996   | Обсерваторія Ла-Сілья              | Упсала-DLR трояновий огляд         |
| (39693) 1996 ST1                   | 1996 ST1             | 17 вересня 1996   | Обсерваторія Кітт-Пік              | Spacewatch                         |
| (39694) 1996 ST2                   | 1996 ST2             | 19 вересня 1996   | Обсерваторія Кітт-Пік              | Spacewatch                         |
| (39695) 1996 SJ6                   | 1996 SJ6             | 18 вересня 1996   | Станція Сінлун                     | SCAP                               |
| (39696) 1996 TO1                   | 1996 TO1             | 7 жовтня 1996     | Обсерваторія Джорджа               | В. Діллон, К. Рівік                |
| (39697) 1996 TH5                   | 1996 TH5             | 9 жовтня 1996     | Прескоттська обсерваторія          | Пол Комба                          |
| (39698) 1996 TX7                   | 1996 TX7             | 4 жовтня 1996     | Фарра-д'Ізонцо                     | Фарра-д'Ізонцо                     |
| 39699 Ернестокорте (Ernestocorte)  | 1996 TF8             | 12 жовтня 1996    | П'яноро                            | Вітторіо Ґоретті                   |
| (39700) 1996 TO9                   | 1996 TO9             | 12 жовтня 1996    | Обсерваторія Ренд                  | Кеннет Вільямс                     |

| ← Астероїди 30001—40000 → |             |             |             |             |             |             |             |             |             |
| 30001—30100               | 31001—31100 | 32001—32100 | 33001—33100 | 34001—34100 | 35001—35100 | 36001—36100 | 37001—37100 | 38001—38100 | 39001—39100 |
| 30101—30200               | 31101—31200 | 32101—32200 | 33101—33200 | 34101—34200 | 35101—35200 | 36101—36200 | 37101—37200 | 38101—38200 | 39101—39200 |
| 30201—30300               | 31201—31300 | 32201—32300 | 33201—33300 | 34201—34300 | 35201—35300 | 36201—36300 | 37201—37300 | 38201—38300 | 39201—39300 |
| 30301—30400               | 31301—31400 | 32301—32400 | 33301—33400 | 34301—34400 | 35301—35400 | 36301—36400 | 37301—37400 | 38301—38400 | 39301—39400 |
| 30401—30500               | 31401—31500 | 32401—32500 | 33401—33500 | 34401—34500 | 35401—35500 | 36401—36500 | 37401—37500 | 38401—38500 | 39401—39500 |
| 30501—30600               | 31501—31600 | 32501—32600 | 33501—33600 | 34501—34600 | 35501—35600 | 36501—36600 | 37501—37600 | 38501—38600 | 39501—39600 |
| 30601—30700               | 31601—31700 | 32601—32700 | 33601—33700 | 34601—34700 | 35601—35700 | 36601—36700 | 37601—37700 | 38601—38700 | 39601—39700 |
| 30701—30800               | 31701—31800 | 32701—32800 | 33701—33800 | 34701—34800 | 35701—35800 | 36701—36800 | 37701—37800 | 38701—38800 | 39701—39800 |
| 30801—30900               | 31801—31900 | 32801—32900 | 33801—33900 | 34801—34900 | 35801—35900 | 36801—36900 | 37801—37900 | 38801—38900 | 39801—39900 |
| 30901—31000               | 31901—32000 | 32901—33000 | 33901—34000 | 34901—35000 | 35901—36000 | 36901—37000 | 37901—38000 | 38901—39000 | 39901—40000 |